# 凱南圖縣
6°17′S 145°52′E / 6.283°S 145.867°E
凱南圖縣（英語：Kainantu District），是巴布亞新畿內亞的縣份之一，位於新畿內亞島東部，由東高地省負責管轄，首府設於凱南圖，面積989平方公里，2011年人口126,248，人口密度每平方公里130人。